# Jinchuan (Jinchang)

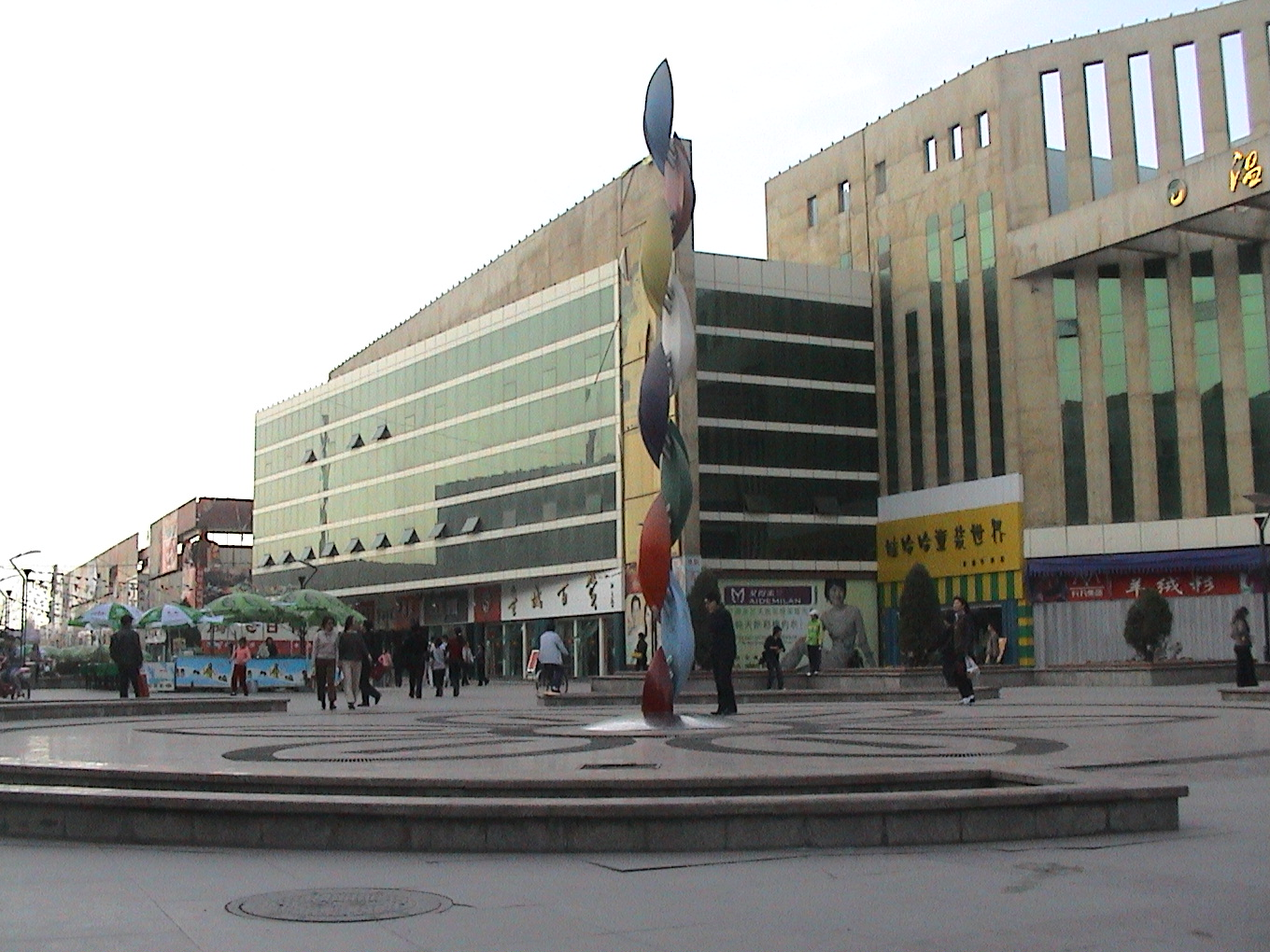
Fußgängerzone in Jinchuan

Der Stadtbezirk Jinchuan (金川区 Jīnchuān Qū) ist ein Stadtbezirk der bezirksfreien Stadt Jinchang in der nordwestchinesischen Provinz Gansu. Er hat eine Fläche von 3.019 km² und zählt 233.800 Einwohner (Stand: Ende 2018). Er ist Zentrum und Sitz der Stadtregierung von Jinchang.